# Droga krajowa nr 52 (Węgry)
Droga krajowa nr 52 (węg. 52-es főút) – droga krajowa w środkowych Węgrzech. Biegnie przez komitaty Tolna i Bács-Kiskun. Długość - 61 km. Przebieg: 
- Dunaföldvár – skrzyżowanie z 6 i z 61
- Solt – skrzyżowanie z 51 i z 53
- Kecskemét – skrzyżowanie z M5 i z 5